# 神經性疼痛
神經性疼痛（neuropathic pain）又称神经病理性疼痛，是神經系統受損或功能異常而導致的一種痛感，常为烧灼样、剧烈弥散持久，可有痛觉过敏、异样疼痛等；患者可能出現疼痛与组织损伤不符的情況。
神经性疼痛引發機制有很多，但大多與有较多的钠通道的再生神经纤维有关。
神經性疼痛很難醫治，只有40-60%的患者能夠得到有效緩解。抗抑郁药、抗痉挛药可以用來治療不同類型的神經性疼痛，此外运动皮层电刺激术、深部脑刺激、鞘内药物输注等方法也可能有效。

## 外部連結
- Centre for Clinical Practice at NICE (UK). . NICE Clinical Guidelines (London: National Institute for Health and Clinical Excellence (UK)). March 2010, 96  [2021-06-02]. （原始内容存档于2023-07-01）.